# Патрульные катера типа «Шальдаг»
Сторожевые катера типа «Шальдаг» (ивр. שלדג‎ — Зимородок) — серия израильских катеров. Проект разработан компанией «Израильские судоверфи».
Корпус сварен из алюминиевых сплавов. Корпус катера разделён на 6 отсеков. Радиус разворота катера типа «Шальдаг» на 360 градусов — менее 100 метров. Несёт до 6 тонн полезной нагрузки. Катера класса «Шальдаг», перевозят до 80 десантников, которых высаживают прямо на побережье.

## Операторы
17 катеров «Шальдаг» Mk II построены на Шри-Ланке по лицензии с 1997 года как тип «Коломбо». Один «Шальдаг» был построен в 1997 году для Кипра. В январе 2002 года ВМС Израиля заказали два катера. Два катера входят в состав ВМС Экваториальной Гвинеи.

## Тактико-технические характеристики

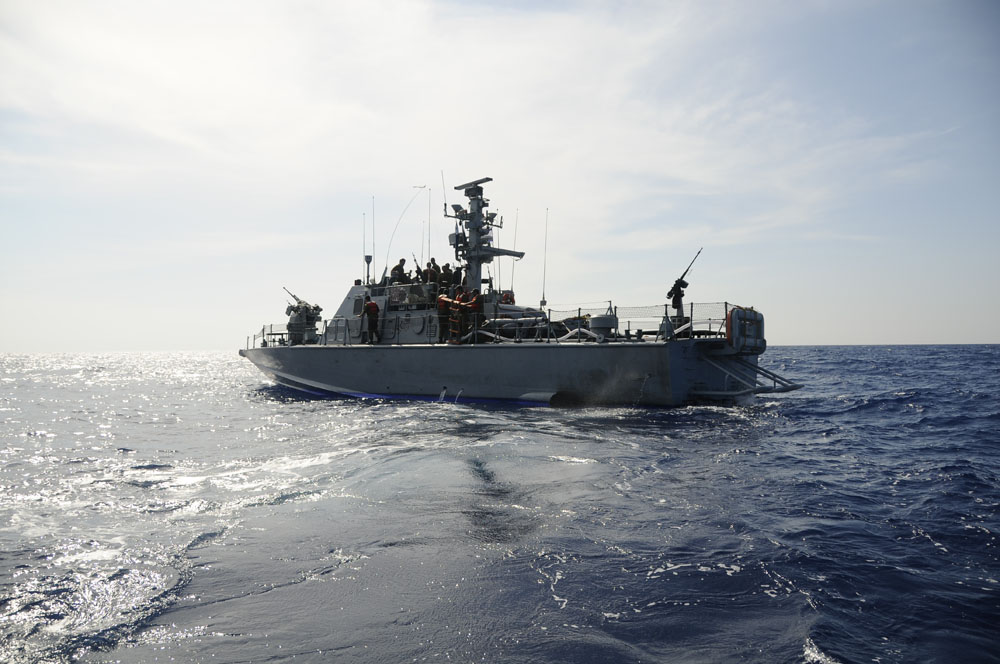
Патрульный катер типа «Шальдаг»

1. Силовая установка — 2 ДД MTU 12V 396TE94 (4,570 л. с.) или 2 ДД Deutz/MWM TBO 604 BV16 (5,000 л. с. — 2×2,500), 2 вала с винтами ASD 16, обеспечивающие хорошую маневренность на высоких скоростях (по другому источнику 2 водомёта LIPS или Kamewa)
2. Поисковая РЛС — Raytheon, I-band (по другому источнику MD 3220 Mk II, I-band)
3. Электрооптика (optronic director) — MSIS фирмы «Эль-Оп»
4. Вооружение — 1×1 25-мм АУ «Тайфун», 1×1 20-мм АУ «Эрликон», 2×1 7.62-мм пулемёта MAG, личное оружие экипажа, пиропатроны против пловцов и аквалангистов (возможно, по аналогии со сторожевыми катерами типа «Дабур» и «Супер Двора», несут и 1×1 84-мм гранатомёт М2 «Карл Густав»)